# Scytodes luteola
Scytodes luteola là một loài nhện trong họ Scytodidae.
Loài này thuộc chi Scytodes. Scytodes luteola được Eugène Simon miêu tả năm 1893.